# 방콕 대학교
방콕 대학교(태국어: มหาวิทยาลัยกรุงเทพ)는 태국 방콕에 있는 사립 대학이다.

## 연혁
1962년 12월 25일에 전신인 태국 공과 학교로 개교하였으며, 1965년에 방콕 대학교가 설립되었다. 1984년에 종합대학으로 개편되어 오늘날에 이른다.

## 같이 보기
- 방콕 유나이티드 FC